# Ferruccio Vosilla
Ferruccio Vosilla (Trieste, 21 luglio 1905 – Roma, 1975) è stato un militare e aviatore italiano, particolarmente distintosi nella guerra d'Etiopia, nella guerra civile spagnola, e nella seconda guerra mondiale. Durante quest'ultimo conflitto fu comandante del 18º Gruppo Caccia Terrestre durante il suo impiego nella battaglia d'Inghilterra, e del 50º Stormo Assalto alla testa del quale partecipò alle battaglia di Bir Hacheim, alla riconquista di Tobruk e di Marsa Matruh e alla prima e seconda battaglia di El Alamein. Nel corso del servizio in Africa Settentrionale Italiana fu inventore di una manovra evasiva atta a permettere ai lenti Fiat C.R.42AS Falco di confrontarsi con i più veloci monoplani nemici. Dopo l'armistizio dell'8 settembre 1943 aderì alla Repubblica Sociale Italiana entrando nella Aeronautica Nazionale Repubblicana dove fu comandante della 2ª Zona Aerea Territoriale a Padova, e poi assunse la direzione del Servizio Informazioni Militari dell'A.N.R. Decorato con una medaglia d'argento, una di bronzo e una croce di guerra al valor militare, con la croce al merito di guerra e con la croce di Ferro di seconda classe tedesca.

## Biografia

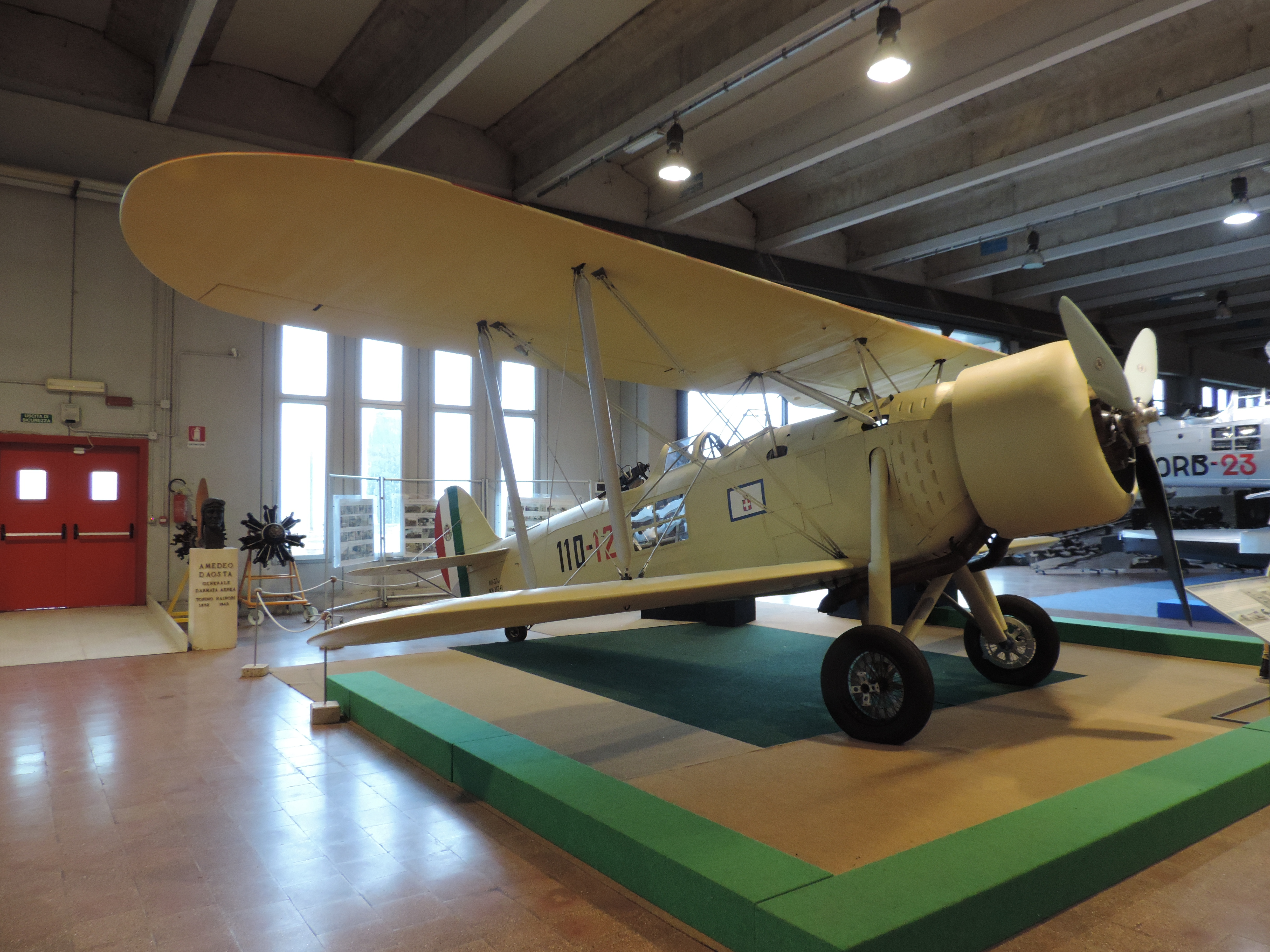
Un ricognitore IMAM Ro.37 Lince esposto presso il Museo dell'Aeronautica di Vigna di Valle.

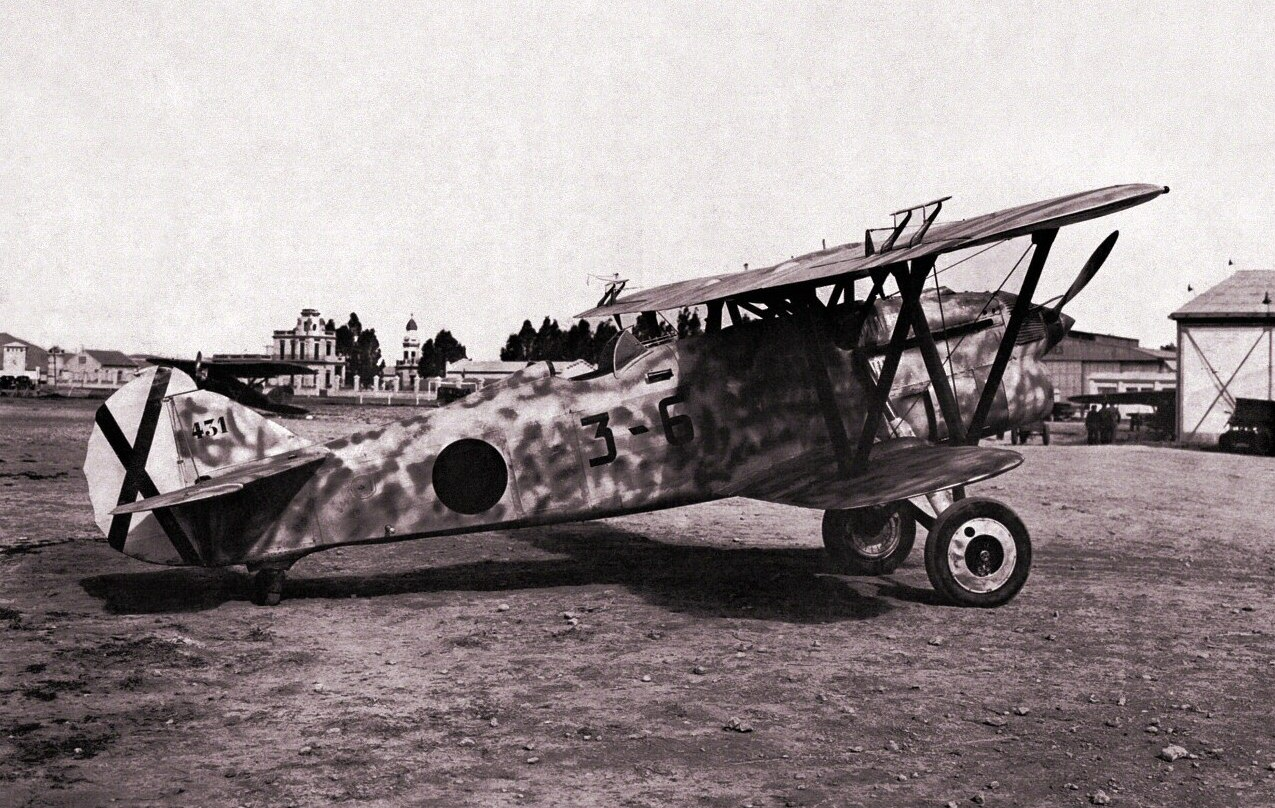
Un caccia Fiat C.R.32bis dell'Aviazione Legionaria.

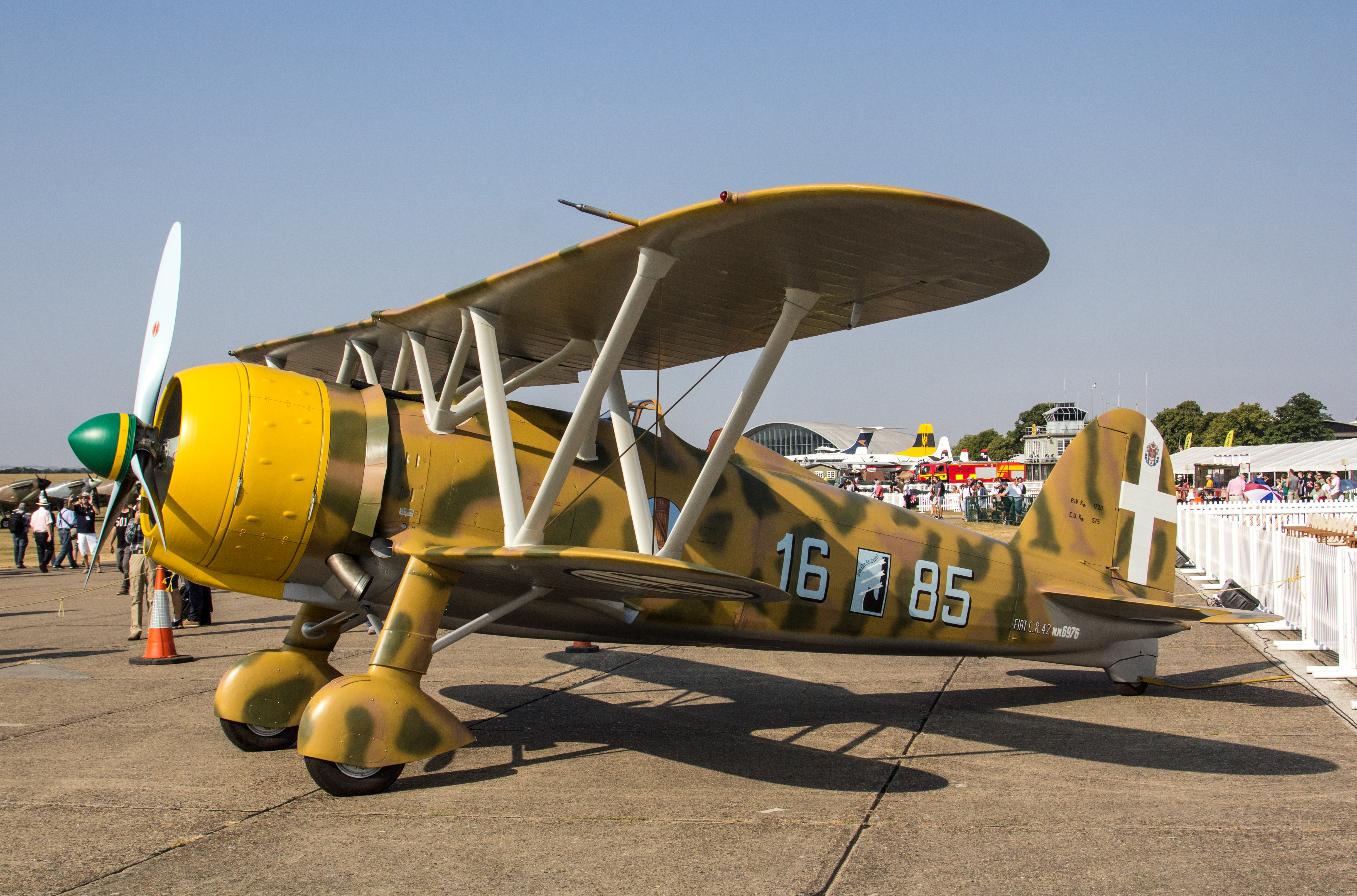
Un caccia Fiat C.R.42 del Corpo Aereo Italiano.

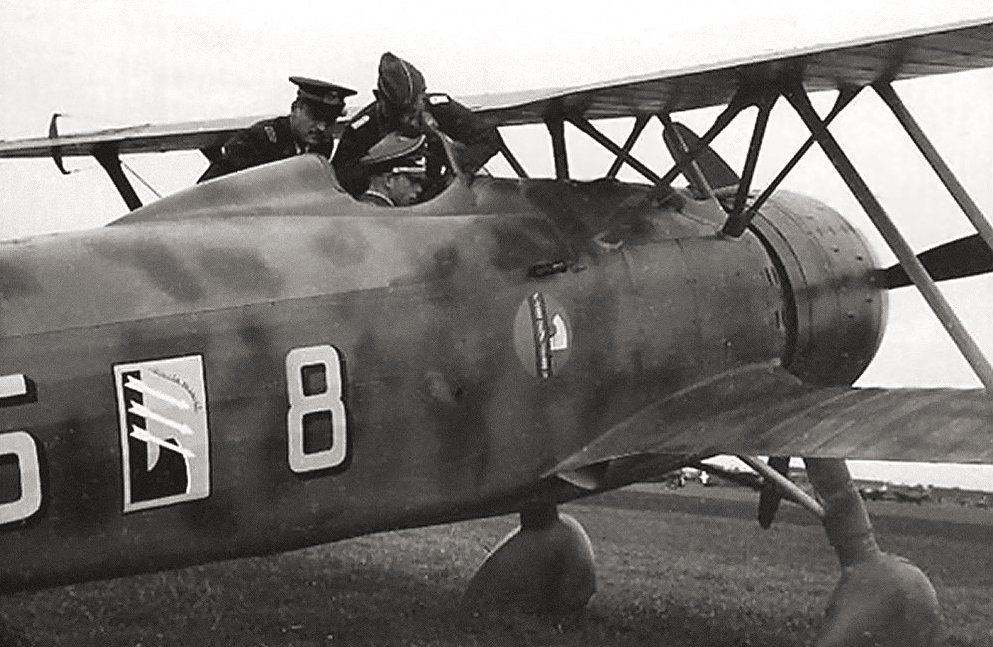
Ufficiali tedeschi esaminano il posto di pilotaggio di un Fiat CR.42 Falco della 85ª Squadriglia, 18º Gruppo, 56º Stormo C.T., appartenente al C.A.I., in Belgio nell'autunno 1940.

Nacque a Trieste, allora parte integrante dell'Impero austro-ungarico, il 21 luglio 1905, da genitori originari di Albona, in Istria. Nel luglio 1924 si arruolò nel Regio Esercito come ufficiale di complemento nell'arma di fanteria, assegnato come sottotenente al 44º Reggimento fanteria, ma appassionatosi all'aviazione chiese, ed ottenne, di transitare nella Regia Aeronautica, entrando in servizio permanente effettivo con il grado di sottotenente il 7 marzo 1929, e assegnato al comando Aeronautica della Cirenaica prese parte alle fasi finali della riconquista della colonia. Promosso tenente il 24 luglio 1931, nel 1932 risultava in servizio presso l'Aviazione della Tripolitania e nel 1935 presso il 2º Stormo Caccia Terrestre.
Promosso capitano, al comando di una squadriglia da ricognizione, dopo la fine della guerra d'Etiopia, tra il novembre 1936 e il febbraio 1937 prese parte alle operazioni belliche contro la guerriglia, venendo decorato con la croce di guerra al valor militare. Rientrato in Italia, nel maggio 1937 assunse il comando della 367ª Squadriglia del 151º Gruppo Caccia Terrestre, sostituendo il parigrado Guido Bobba. 
Dietro sue domanda chiese, ed ottenne, di partecipare alla guerra di Spagna, assegnato ai reparti da caccia dell'Aviazione Legionaria. Il 1 marzo 1938 assunse il comando della nuova Squadriglia Autonoma Caccia-Mitragliamento equipaggiata con i biplani IMAM Ro.37 Lince, costituita sul campo d'aviazione di Valenzuela, Saragozza, e in cui militavano piloti come Ido Zanetti, Mario Bellagambi, Duilio Nicchiarelli, Giuseppe Lo Moro e Gastone Picchini. Riequipaggiata con i caccia C.R.32, e operando dal campo di Caspe, 1ª Squadriglia Autonoma Caccia-Mitragliamento partecipò alla battaglia dell'Ebro, lanciata dall'esercito repubblicano il 25 luglio. Rimasto gravemente ferito in azione, il 15 agosto cedette il comando della squadriglia al tenente Ido Zanetti.
Divenuto maggiore fu nominato comandante del 18º Gruppo (83ª, 85ª e 95ª Squadriglia) del 3º Stormo Caccia Terrestre, allora al comando del colonnello Fortunato Rolando, equipaggiato con i caccia Fiat C.R.32 e di stanza sull'aeroporto di Mondovì. Nel mese di novembre 1939 il Gruppo fu riequipaggiato con i caccia Fiat C.R.42 Falco.
Il 3 giugno 1940, alla vigilia dello scoppio delle ostilità con la Francia e la Gran Bretagna il 18º Gruppo fu riposizionato sull'aeroporto di Novi Ligure.
Dopo l'entrata in guerra del Regno d'Italia, avvenuta il 10 giugno 1940, al comando del suo reparto a partire dal giorno 15 partecipò alle operazioni sul fronte occidentale. Quel giorno decollò dall'aeroporto di Villanova d'Albenga al comando di 15 caccia C.R.42, tra cui anche quello del comandante di Stormo colonnello Rolando, come parte di una complessa operazione che doveva attaccare e distruggere gli aeroporti francesi di Cuers Pierrefeu, Cannet des Maures e Hyères. Gli aerei italiani furono contrastati duramente dai caccia dell'Armée de l'air, che in zona disponeva di alcuni nuovissimi monoplani Dewoitine D.520, e da quelli dell'Aeronavale, che aveva 5 caccia Bloch 151 della Escadrille AC.3 a Cuers Pierrefeu. All'atto della firma dell'armistizio di Villa Incisa risultava decorato con una croce di guerra al valor militare.
Il 10 settembre il suo reparto venne assegnato al nuovo 56º Stormo Caccia Terrestre, inquadrato nel Corpo Aereo Italiano, e appositamente costituito per partecipare alla battaglia d'Inghilterra.  Il 16 ottobre iniziò il trasferimento del gruppo che dall'aeroporto di Torino-Mirafiori giunse a destinazione, sull'aeroporto di Ursel, in Belgio, il giorno 19 senza alcun incidente. L'esordio in combattimento avvenne il 29 ottobre quando 15 bombardieri Fiat B.R.20 Cicogna, scortati da 39 C.R.42 e 34 G.50 attaccarono i porti di Margate e Ramsgate. L'11 novembre, durante l'Operazione Cinzano, i C.R.42 si scontrarono sul canale della Manica con gli Hurricane dei No.46, 249 e 257 Squadron e gli Spitfire Mk.II del No.41 Squadron della Royal Air Force rivendicando 9 vittorie certe e quattro probabili, con la perdita di due C.R.42, mentre un terzo effettuò un atterraggio di emergenza su una spiaggia inglese nel Suffolk. Il 23 novembre decollò da Ursel con 29 C.R.42 per effettuare una missione di scorta, insieme ai G.50 e ai Bf.109 della Luftwaffe, a dei bombardieri tedeschi. L'asso della Luftwaffe Werner Mölders, dello Jagdgeschwader 51, intendeva utilizzare i lenti biplani per attirare gli Spitfire della RAF in combattimento, attaccandoli con i Bf 109 da quota superiore. In realtà una parte degli Spitfire del No.603 Squadron di Hornchurch andò direttamente ad intercettare gli aerei tedeschi, mentre solo alcuni di essi si diressero contro i biplani. Il combattimento fu comunque violentissimo, e i C.R.42 per sfuggire ai veloci caccia inglesi si esibirono in manovre di alta acrobazia aerea, disorientando gli avversari. Al termine dell'azione gli italiani reclamarono sei abbattimenti che furono poi confermati dai tedeschi. A partire dal mese di dicembre il 18º Gruppo iniziò il rientro in Italia, arrivando sull'aeroporto di Torino-Caselle il 20 dicembre.
Il 29 gennaio 1941 partì alla testa del suo reparto per l'Africa Settentrionale Italiana per raggiungere il campo d'aviazione di Castelbenito, vicino a Tripoli.
Il 27 febbraio 1941 è promosso tenente colonnello per meriti di guerra, e il 10 maggio 1942 assunse, sull'aeroporto di Aviano, il comando del 50º Stormo Assalto (158º e 159º Gruppo), equipaggiato con i Fiat C.R.42AS, che il 20 dello stesso mese partì per l'Africa Settentrionale Italiana, posizionandosi con tutti i suoi reparti entro il giorno 24 sul campo d'aviazione di El Feteiah (Derna) a disposizione della 5ª Squadra aerea di Tripoli. Alla testa del suo Stormo prese parte alle operazioni militari nei pressi di Bir Hacheim, alla riconquista di Tobruk e di Marsa Matruh e alla vittoriosa avanzata che portò l'armata italo-tedesca a El Alamein. 
Dopo l'inizio della controffensiva britannica lanciata il 23 ottobre, dal 30 dello stesso mese lo stormo, di stanza ad Abu Haggag, fu impegnato in combattimento, e dopo la sconfitta delle forze italo-tedesche e l'inizio della ritirata operò da Martuba 4 (13 novembre) e poi da Buerat el Hsun dove rimase fino al 7 dicembre quando rientrò in Patria. Durante il servizio in A.S.I. con la versione da assalto del C.R.42 da studiò una manovra evasiva per sfuggire ai più veloci monoplani avversari, che assunse il suo nome. Tale manovra venne messa in atto con buon successo il giorno 27 ottobre durante una missione di attacco al suolo contro i reparti nemici.
Riposizionatosi sull'aeroporto di Osoppo il 50º Stormo, assegnato al Comando Caccia "Aquila" della 2ª Squadra aerea, venne riequipaggiato con velivoli Fiat C.R.42 e G.50 Freccia. Svolta attività addestrativa fino al giugno 1943, con il precipitare della situazione bellica dal 10 luglio il 159º Gruppo effettuò, con una dotazione di 35 velivoli G.50, operazioni belliche contro le forze anglo-americane in Sicilia parendo dall'aeroporto di Crotone, dove fu annientato da un bombardamento aereo il 13 dello stesso mese. Il 26 luglio lo stormo fu riunito sull'aeroporto di Lonate Pozzolo, assegnato al Comando Intercettori "Leone",  per riequipaggiarsi con i nuovi cacciabombardieri Reggiane Re.2002 Ariete II e qui si trovava all'atto della firma dell'armistizio dell'8 settembre 1943.
Lasciato il comando dello stormo, che fu sciolto ufficialmente il 12 settembre, in risposta all'appello lanciato dal colonnello Ernesto Botto, aderì alla Repubblica Sociale Italiana, entrando nell'Aeronautica Nazionale Repubblicana. Inizialmente fu nominato comandante della 2ª Zona Aerea Territoriale a Padova, e poi assunse la direzione del Servizio Informazioni Militari dell'A.N.R., dando vita, con la collaborazione di circa 40 tra ufficiali e sottufficiali, a una rete di informatori composta da centinaia di agenti, prevalentemente paracadutisti che dopo aver frequentato speciali corsi venivano trasferiti nelle zone dell'Italia occupate dagli anglo-americani e in Jugoslavia. Furono i suoi uomini a scoprire il Piano Iron Courtain, cioè il previsto sbarco alleato lungo le coste dell'Istria. Mantenne la direzione del Servizio I fino all'ottobre 1944, sostituito dal generale Ruggero Bonomi. Dopo la fine del conflitto fu sottoposto a procedimento di epurazione, e non rientrò più in servizio attivo nell'Aeronautica Militare Italiana. Stabilitosi a Roma, fu sempre molto vicino alle associazioni degli Esuli e dei Profughi istriani. Si spense nella Capitale nel corso del 1975.

### Annotazioni
1. ↑  Secondo le testimonianze di alcuni piloti del C.A.I. aveva quasi del tutto perso la vista da un occhio.
2. ↑  A Ursel il 18º Gruppo ricevette la visita dell'asso della Luftwaffe Adolf Galland, che criticò apertamente il caccia C.R.42, definendolo fantastico per la prima guerra mondiale.
3. ↑  Il 18º Gruppo era composto da 83ª (capitano Edoardo Molinari), 85ª (capitano Giulio Anelli) e 95ª Squadriglia (capitano Gino Lodi).

### Fonti
1. ↑  Trotta 1978, p. 122.
2. 1 2 3 4 5 6 7 8  Arena di Pola 1980, p. 8.
3. ↑   Ruoli d'anzianita pel 1927 degli ufficiali in congedo. Parte I Ufficiali in ausiliaria Ufficiali di Complemento, 1927,  p. 919. URL consultato l'11 ottobre 2020.
4. 1 2  Annuario Ufficiale della Regia Aeronautica 1932, p. 74.
5. ↑   Bollettino ufficiale delle nomine, promozioni e destinazioni negli ufficiali e sottufficiali del R. esercito italiano e nel personale dell'amministrazione militare, 1931,  p. 3839. URL consultato l'11 ottobre 2020.
6. ↑   Annuario ufficiale delle forze armate del Regno d'Italia. 3, Regia aeronautica, 1935,  p. 54. URL consultato l'11 ottobre 2020.
7. 1 2 3 4 5 6 7 8 9  Surfcity.
8. ↑  Logoluso 2020, p. 71.
9. ↑  Logoluso 2020, p. 72.
10. 1 2  Ufficio Storico dell'Aeronautica Militare 1977, p. 24.
11. ↑  Ufficio Storico dell'Aeronautica Militare 1977, p. 25.
12. ↑  Dunning 1988, p. 27.
13. ↑  Gustavsson, Slongo 2009, p. 8.
14. ↑  Dunning 1988, p. 6.
15. ↑  Gustavsson, Slongo 2009, p. 25.
16. ↑  Gustavsson, Slongo 2009, p. 31.
17. ↑  Gustavsson, Slongo 2009, p. 32.
18. 1 2 3 4  Gustavsson, Slongo 2009, p. 36.
19. 1 2 3 4  Ufficio Storico dell'Aeronautica Militare 1977, p. 155.
20. ↑  Dunning 1988, p. 4.
21. ↑  Gustavsson, Slongo 2009, p. 7.
22. ↑  Gustavsson, Slongo 2009, p. 6.
23. 1 2  Ufficio Storico dell'Aeronautica Militare 1977, p. 156.
24. ↑  Registrato alla Corte dei conti, addì 27 maggio 1941, registro 26 Aeronautica, foglio n.184.
25. ↑  Gazzetta Ufficiale del Regno d'Italia n.144 del 21 giugno 1935, pag.3072.
26. ↑  Bollettino Ufficiale 3 luglio 1943, dispensa 27ª, registrato alla Corte dei Conti addì 9 giugno 1943, registro n.22 Aeronautica, foglio 3451.